# Jonny Uchuari
Jonny Alexander Uchuari Pintado (Loja, 19 gennaio 1994) è un calciatore ecuadoriano, centrocampista dell'Amazonas.